# 杭州湾跨海铁路大桥
杭州湾跨海铁路大桥是中国浙江省建设中的一座跨海高速铁路桥梁。桥梁位于沈海高速杭州湾跨海大桥上游，北端起自海盐县西侧，南端终于慈溪市北侧，全长29266.8米，设有三座航道桥，均为斜拉桥。杭州湾跨海铁路大桥为通苏嘉甬铁路海盐西至慈溪区间的一部分，设计时速350km/h，2023年3月14日正式开工建设。

杭州湾铁路大桥线路走向图

## 歷史
在九十年代時，已經有人提議興建跨杭州灣的大橋。其時公路、鐵路方案也在考慮之列。後來，亦有興議直接興建一上層公路、下層鐵路的兩用大橋，但因資金、技術等問題，此計劃遭擱置。後來，隨著浙江經濟起飛，交通需求日增，於是政府決定於資金技術許可的情況下，先建公路大橋，亦即現今的杭州灣跨海大橋。直至2005年10月，在《宁波铁路枢纽总图规划》中，杭州湾铁路大桥才再次獲納入長期計劃中，建議於2050年前建成這大橋。但於後來的《宁波市铁路总体规划 (2001—2020年)》中，這一大橋由長期變成中期計劃，代表著這建成的年分將提前三十年。2008年被列入国家中长期铁路网规划，現在政府已開展對這大橋的前期研究。。2016年一月，宁波铁路建设指挥部透露，接入上海嘉兴方案的跨海铁路大桥将力争“十三五”期间（2016-2020）开建，投资估算199.38亿元。
2023年3月10日，大桥海上首个桩基开钻，标志着这座世界最长跨海高速铁路桥海上工程正式开工。2023年8月10日，北航道桥主塔墩首根钻孔桩开钻。

## 計劃
该橋初步計劃建於杭州灣跨海大橋的上游，走線上大致與杭州灣跨海大橋平行，但會比其較接近杭州。北岸入口將設於嘉興海盐境内，並連接上海，而南岸橋口將設於慈溪、余姚两市交界处。這座大橋預計成本將超過二百億元，而且工程難度亦會較杭州灣跨海大橋為高。

## 好處
這條鐵路建成後，將使寧波能向北連結上海，向南經甬台温、温福、福厦、厦深铁路連結珠三角，使長三角和珠三角這兩個中國經濟大區連接起來，建成一條南北沿海鐵路通道，並把江蘇、上海、浙江、福建和廣東等省市的重要港口連接，大大有助於東部經濟發展。目前長三角和珠三角兩區的直達火車必需繞經江西、湖南等地，費時甚久，故這一鐵路通道的開通將十分有利於增加兩區的時間和成本競爭力。
而随着跨杭州湾铁路大桥的建设，再加上其他長三角區內鐵路相繼落成，南京、上海、杭州和寧波四市將形成一個“A”形的铁路构架，使寧波和附近地區能進一步融入到其他的長三角地區，加強經濟競爭力，也促進文化的進一步交流。